# ローリングスタート

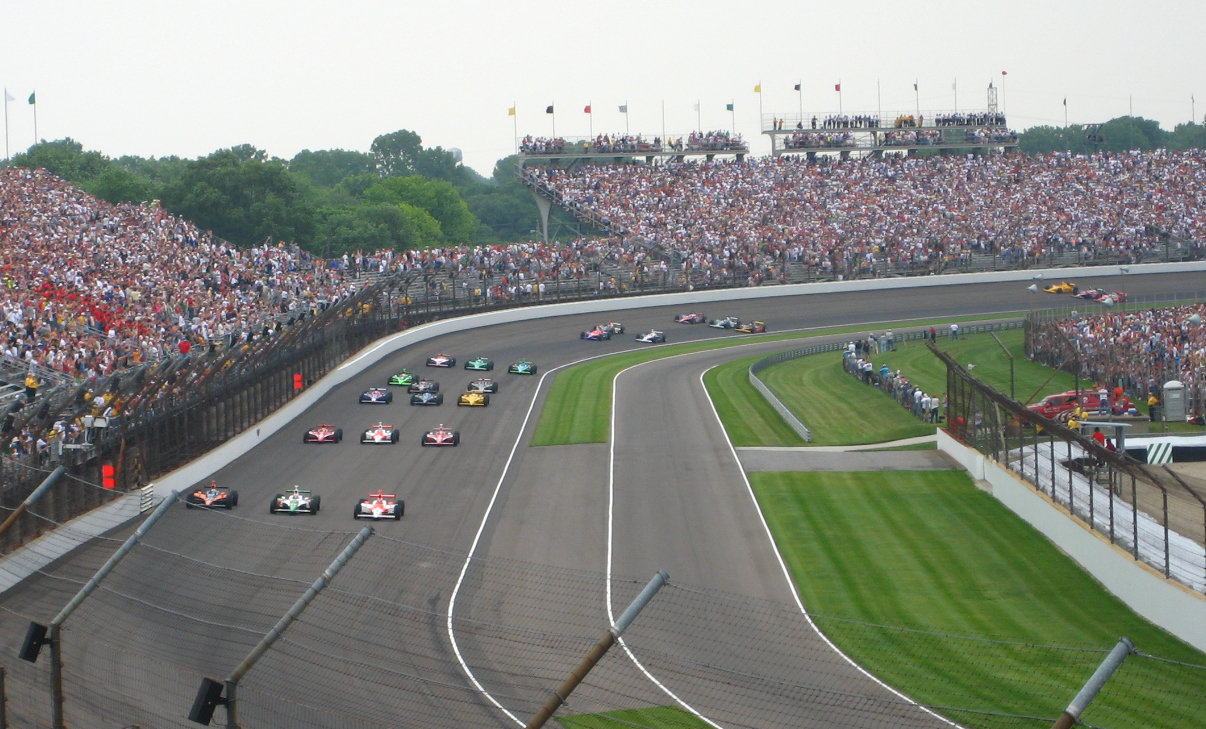
インディアナポリス500でローリングスタートに向けて隊列を組む車。2007年

1. ローリングスタート(状態が分かる画像でも可)
2. インディスタート(状態が分かる画像でも可)

ローリングスタート（Rolling Start）とはモータースポーツにおいて、フォーメーションラップの後にホームストレート上に静止することなく、そのまま加速しスタートする方式のこと。インディカー・シリーズやNASCARに代表されるアメリカのモータースポーツ、日本ではSUPER GTなどで採用されているほか、レーシングカートなどセルモーターがない車のレースではほとんどがこの方式を採用している。
また、F1などにおいてセーフティーカーが抜けた後の再スタートも、ローリングスタートと表現されることもある。
対義語はスタンディングスタート。

## 概要
ローリングスタートにおいては、各車がある決まった順序に一列又は二列となって、先導車（通常はセーフティカーだが、フォーメーションラップが2周行われるSUPER GTでは1周目のみ開催地の地元警察の警察車両、2周目はセーフティカー）に従ってコースを走行する。レースのスタート時は通常、予選結果によって決定されたグリッド順位に従う。マシントラブルなどによって減速した車両を追い越す場合のように、特別に理由がない限り、この隊列の中で追い越しをすることはできない。ただし、軽微なミスなどによって後ろに下がった場合（例えばコーナーを曲がりきれずにコースアウトし、数台に追い越されたが、すぐにコースに復帰した）、もとの位置に戻るための追い越しが認められる場合もある。
やがて先導車は（通常はピットレーンから）コースの外に出て、以後、隊列のペースは先頭（通常はポールポジションの車両）が決定する。この速度には上限と下限が定められていることが多い。
隊列に大きな乱れなどがあった場合、さらにもう一周先頭車両の先導によってコースを走行し、スタートをやり直すことになる（しばしば、エクストララップなどと呼ばれる）。以後、隊列が整っていると認められるまでこれを繰り返す。その間、ずっと追い越しは禁止であり、通常は先頭車両の速度制限が設定され、隊列のまま走り続けることになるが、この周も周回数として数えられる（エクストララップが1周あれば、実際のレース周回数は1周減算される計算になる）。
レース途中のローリングでは、周回遅れの車を同一周回に戻す目的で、周回遅れの車に限り先導車を追い越すことが認められることがある。例えばNASCARでは「ラッキードッグパス」として、コーション発生時に周回遅れの車のうち最上位の車に対し、先導車を追い越し隊列の最後尾につくことを認める（つまり1周分遅れを取り戻せる）システムが設けられている。一方で、この追い越しの判断が年間チャンピオン争いと絡んで問題となったケース（例：2021年アブダビグランプリ）もある。

### 手順の違い
ローリングスタートの手順は、ヨーロッパとアメリカで一部異なる。これはヨーロッパ式のサーキットに設置されるレースシグナルが、アメリカのサーキットのほとんどには設置されないためである。
ヨーロッパ方式
- パドックで調整を終えた各車が、レコノサンスラップ（ピットを出てグリッドに向かう為の1周）を経てスターティンググリッドに停車する。
- 最終確認が終わりチームスタッフが全員コースから出たことが確認され次第、ドライバーがエンジンを始動させる。
- グリーンフラッグが振られた後、セーフティカーに続いて各車がフォーメーションラップを開始する。
  - SUPER GTの場合は開催地の地元警察の交通機動隊または高速道路交通警察隊が複数台の白バイ及び交通取締用四輪車でサイレンを吹鳴させながら先導、1周目終了後に警察車両が退きセーフティカー先導に切り替わる。
- レースディレクターの指示に従い、各車が整列する。
- セーフティカーがピットに入り、シグナル表示が赤から青に切り替わる、又は赤信号が消灯してレースが開始される。

アメリカ方式
- ピットの作業スペースで調整を終えた各車が、予選順位に基づきピットロード上に待機する。
- レース主催者や来賓によってスタートコマンドが行われ、各ドライバーがエンジンを始動させる。
- ペースカーが発進し、各車がフォーメーションラップを開始する。
- レースディレクター及び各チームのスポッターの指示に従い、各車が整列する。
- ペースカーがピットに入り、グリーンフラッグが振られてレースが開始される。

## 戦術
基本的に、セーフティーカーが抜けた後の隊列の先頭（通常ポールポジションに当たる）の車はある程度の範囲で自由に速度を調整できるほか、スタートが宣言された後は、追い越し禁止はあるものの、速度は自由である。ここにいくつかの戦術があり、ローリングスタートには独特の難しさがある。
あえてスタート前に強く減速し、後続車が対応するために減速した隙に加速して逃げ切る。ただし、うかつにブレーキを踏むとマシントラブルと判断され、後続車が正規に追い越し可能となってしまう場合や、減速タイミングが悪くて追突されたりすることもあるので要注意である。相手に読まれるとほとんど効果がなく、場合によってはさらに後方の車両を利することにもなりかねない。
前方の車両との間隔を若干大きくあけておき、相手より先に加速を開始して、スタートライン直後に追い越す。あまり派手に間をあけると「隊列が乱れている」と判断されてスタートできないこともある。また、加速するタイミングが早すぎてスタートライン前に追いついてしまい、減速せざるを得なくなって逆に引き離されたり、相手に読まれて、前方の車も早め加速をしてきたり、逆に上記の減速策をかけられたりする場合もある。

## インディスタート
ローリングスタートの内、隊列を組んだ車両が密集した状態でスタートするものを通称「インディスタート」（インディ式、インディ方式とも）という。Class1規定を採用していたDTMなどで採用されていた。